# Хроники Уильяма Шекспира
Исторические хроники — жанровый раздел творчества Уильяма Шекспира, включающий около трети всех его драматических произведений. Основной темой хроник Шекспира является процесс становления английской государственности через преодоление хаоса междоусобиц и приход к власти династии Тюдоров.
Выделяются две тетралогии, связанные последовательностью событий и общими персонажами; это цикл о первых Ланкастерах (события 1399—1415): «Ричард II», две части «Генриха IV» и «Генрих V» — а также созданная Шекспиром ранее (но по хронологии относящаяся к более поздним событиям) драматическая тетралогия о войне Алой и Белой розы: три части «Генриха VI» и «Ричард III». Пьесы «Король Иоанн» и «Генрих VIII» стоят особняком.
К шекспировским хроникам не относятся пьесы на исторический сюжет из античной («Юлий Цезарь», «Антоний и Клеопатра») или шотландской («Макбет») истории; они считаются трагедиями.
Источниками сюжетов для Шекспира стали «Хроники Англии, Шотландии и Ирландии» Холиншеда, сочинения других английских авторов и уже известные пьесы на исторические темы, которые он перерабатывал.
Одной из первых его пьес в этом жанре стала трилогия «Генрих VI» (согласно ряду авторов, это вообще самая ранняя из известных нам шекспировских пьес). В ней ещё доминирует элемент чистой повествовательности, слабо обозначены характеры действующих лиц, но уже в последующих хрониках Шекспира центром внимания является трагический герой — либо слабый, неспособный правитель, либо человек без моральных устоев, не останавливающийся ни перед чем для достижения своей цели, либо идеальный государь. Шекспир намеренно преувеличивал значение личности в истории и ради цельности художественного замысла допускал иногда натяжки и искажения исторических фактов.
Примечательно, что уже в третьей части «Генриха VI», заглавный герой предсказывает деду Елизаветы Ричмонду, называя его «надеждой Англии», новый расцвет страны. Таким образом сын владыки Англии и победителя Франции символически передаёт наследство Генриха V новой династии.

## Список хроник Шекспира
- Король Ричард III (1597 г. — первое издание)
- Король Иоанн (1623 г. — первое издание подлинного текста)
- Генрих VI часть I, II, III (1594 — первое издание)
- Ричард II (написание — не позднее 1595 г.)
- Генрих IV (I—II части, 1598 г. — второе издание)
- Генрих V (1600 г. — первое издание)
- Генрих VIII (1623 г. — первая публикация)